# 6557 Yokonomura
6557 Yokonomura eller 1990 VR3 är en asteroid i huvudbältet som upptäcktes den 11 november 1990 av de båda japanska astronomerna Toshiro Nomura och Kōyō Kawanishi vid Minami-Oda-observatoriet. Den är uppkallad efter Toshiro Nomuras fru, Yōko Nomura.
Asteroiden har en diameter på ungefär 16 kilometer.